# HK Mahiliow
Le HK Khimvolokno Mahiliow  (en biélorusse : ХК Хімволокно Магілёў, ou HK Khimvolokno Moguilev - du russe : Хокейний клуб Хімволокно Могилёв) est un club de hockey sur glace de Mahiliow en Biélorussie. Il évolue dans le Championnat de Biélorussie de hockey sur glace.

## Historique
Le club est créé en 2000.

## Palmarès
- Vice-champion du Championnat de Biélorussie : 2002.